# 에스테반 그라나도스
오스카르 에스테반 그라나도스 마로토(스페인어: Óscar Esteban Granados Maroto, 1985년 10월 25일 ~ )는 코스타리카의 축구 선수이다. CS 에레디아노와 코스타리카 축구 국가대표팀에서 뛰고 있다.